# Italia che vai
Italia che vai è stata una trasmissione televisiva italiana andata in onda su Rai 1 il sabato pomeriggio dal 2003 al 2007. La trasmissione era ospitata di settimana in settimana da una località italiana diversa, di cui venivano esplorati gli aspetti storici, artistici, culturali ed enogastronomici, grazie anche all'intervento di esperti.
Sono state trasmesse cinque edizioni, in cui si sono alternati diversi conduttori: Paolo Brosio e Tessa Gelisio nel 2003, Ilaria D'Amico con Nino Benvenuti e Tonino Carino nel 2003-2004, Luca Giurato, Francesca Chillemi e Guido Barlozzetti nel 2004-2005, Guido Barlozzetti, Gianluca Genoni e Elisa Isoardi tra il 2005 e il 2007. Nell'estate del 2006 è andata in onda un'edizione speciale intitolata Italia che vai - Speciale estate, condotta da Veronica Maya.